# Little League World Series 2009
Koordinaten: 41° 13′ 45″ N, 77° 0′ 2″ W
Die Little League World Series 2009 war die 63. Austragung der Little League Baseball World Series, einem internationalen Baseballturnier für Knaben zwischen 11 und 12 Jahren. Gespielt wurde wie jedes Jahr in South Williamsport, Pennsylvania.
Zum ersten Mal seit 1996 konnte wieder eine Mannschaft aus Taiwan das Endspiel erreichen, und zum ersten Mal seit 1993 konnte wieder eine Mannschaft aus Kalifornien den Titel gewinnen.

## Teilnehmer
Der Modus blieb gegenüber dem Jahr 2008 unverändert. Die 16 Teams spielen in vier Gruppen zu je vier Mannschaften Jeder gegen Jeden. Die beiden besten Mannschaften spielen dann in Ausscheidungsspielen um den Titel.
| Gruppe A                                      | Gruppe B                                 | Gruppe C                                        | Gruppe D                           |
| --------------------------------------------- | ---------------------------------------- | ----------------------------------------------- | ---------------------------------- |
| Staten Island, New York Region Mittelatlantik | Peabody, Massachusetts Region Neuengland | Willemstad, Niederländische Antillen Karibik    | Kaiserslautern, Deutschland Europa |
| Mercer Island Washington Region Nordwest      | Chula Vista, Kalifornien Region West     | Chiba Japan                                     | Reynosa, Tamaulipas Mexiko         |
| Warner Robins, Georgia Region Südost          | San Antonio, Texas Region Südwest        | Dhahran, Saudi-Arabien Mittlerer Osten - Afrika | Vancouver, British Columbia Kanada |
| Urbandale, Iowa Region Mittlerer Westen       | Russellville, Kentucky Region Große Seen | Maracaibo, Venezuela Lateinamerika              | Taoyuan, Taiwan Asien-Pazifik      |

## Ergebnisse

### Vereinigte Staaten

#### Gruppe A
| Platz | Region           | W | L | %     |
| ----- | ---------------- | - | - | ----- |
| 1.    | Südost           | 3 | 0 | 1.000 |
| 2.    | Mittelatlantik   | 2 | 1 | .667  |
| 3.    | Mittlerer Westen | 1 | 2 | .333  |
| 4.    | Nordwest         | 0 | 3 | .000  |

| Datum      | Zeit  | Stadion           | Begegnung      | Begegnung | Begegnung        | Ergebnis |
| ---------- | ----- | ----------------- | -------------- | --------- | ---------------- | -------- |
| 21. August | 13:00 | Volunteer Stadium | Mittelatlantik | –         | Nordwest         | 10:2     |
| 21. August | 17:00 | Volunteer Stadium | Südost         | –         | Mittlerer Westen | 11:3     |
| 22. August | 15:00 | Lamade Stadium    | Südost         | –         | Mittelatlantik   | 6:3      |
| 23. August | 12:00 | Lamade Stadium    | Nordwest       | –         | Mittlerer Westen | 3:5      |
| 24. August | 16:00 | Lamade Stadium    | Südost         | –         | Nordwest         | 3:2      |
| 24. August | 20:00 | Lamade Stadium    | Mittelatlantik | –         | Mittlerer Westen | 8:3      |

#### Gruppe B
| Platz | Region     | W | L | %     |
| ----- | ---------- | - | - | ----- |
| 1.    | Südwest    | 3 | 0 | 1.000 |
| 2.    | West       | 2 | 1 | .667  |
| 3.    | Neuengland | 1 | 2 | .333  |
| 4.    | Große Seen | 0 | 3 | .000  |

| Datum      | Zeit  | Stadion           | Begegnung  | Begegnung | Begegnung  | Ergebnis |
| ---------- | ----- | ----------------- | ---------- | --------- | ---------- | -------- |
| 21. August | 20:00 | Lamade Stadium    | Neuengland | –         | Südwest    | 1:10     |
| 22. August | 20:00 | Lamade Stadium    | Große Seen | –         | West       | 0:15 (5) |
| 23. August | 14:00 | Volunteer Stadium | Große Seen | –         | Südwest    | 0:12 (4) |
| 23. August | 16:00 | Volunteer Stadium | West       | –         | Neuengland | 14:0     |
| 25. August | 16:00 | Volunteer Stadium | Große Seen | –         | Neuengland | 3:12     |
| 25. August | 20:00 | Lamade Stadium    | Südwest    | –         | West       | 6:3      |

### International

#### Gruppe C
| Platz | Region                   | W | L | %     |
| ----- | ------------------------ | - | - | ----- |
| 1.    | Karibik                  | 3 | 0 | 1.000 |
| 2.    | Japan                    | 2 | 1 | .667  |
| 3.    | Mittlerer Osten - Afrika | 1 | 2 | .333  |
| 4.    | Lateinamerika            | 0 | 3 | .000  |

| Datum      | Zeit  | Stadion           | Begegnung                | Begegnung | Begegnung                | Ergebnis |
| ---------- | ----- | ----------------- | ------------------------ | --------- | ------------------------ | -------- |
| 22. August | 13:00 | Volunteer Stadium | Lateinamerika            | –         | Karibik                  | 1:2      |
| 22. August | 18:00 | Volunteer Stadium | Mittlerer Osten - Afrika | –         | Japan                    | 2:5      |
| 23. August | 20:00 | Lamade Stadium    | Japan                    | –         | Karibik                  | 11:12    |
| 24. August | 14:00 | Volunteer Stadium | Lateinamerika            | –         | Japan                    | 4:5      |
| 24. August | 18:00 | Volunteer Stadium | Mittlerer Osten - Afrika | –         | Karibik                  | 3:5      |
| 25. August | 12:00 | Lamade Stadium    | Lateinamerika            | –         | Mittlerer Osten - Afrika | 3:5      |

#### Gruppe D
| Platz | Region        | W | L | %     |
| ----- | ------------- | - | - | ----- |
| 1.    | Mexiko        | 3 | 0 | 1.000 |
| 2.    | Asien-Pazifik | 2 | 1 | .667  |
| 3.    | Kanada        | 1 | 2 | .333  |
| 4.    | Europa        | 0 | 3 | .000  |

| Datum      | Zeit  | Stadion           | Begegnung     | Begegnung | Begegnung     | Ergebnis |
| ---------- | ----- | ----------------- | ------------- | --------- | ------------- | -------- |
| 21. August | 15:00 | Lamade Stadium    | Asien-Pazifik | –         | Europa        | 16:0 (4) |
| 22. August | 11:00 | Lamade Stadium    | Kanada        | –         | Mexiko        | 1:2 (7)  |
| 23. August | 15:00 | Volunteer Stadium | Kanada        | –         | Asien-Pazifik | 0:8      |
| 24. August | 12:00 | Lamade Stadium    | Mexiko        | –         | Europa        | 13:0 (4) |
| 25. August | 14:00 | Volunteer Stadium | Kanada        | –         | Europa        | 14:13    |
| 25. August | 18:00 | Volunteer Stadium | Mexiko        | –         | Asien-Pazifik | 3:2      |

### Meisterschaftsspiele
|  | Halbfinale                      | Halbfinale                      |                                 |                                 | US und Intern. Finale           | US und Intern. Finale |  |  | Weltmeisterschaft                  | Weltmeisterschaft                  |
|  |                                 |                                 |                                 |                                 |                                 |                       |  |  |                                    |                                    |
|  | 26. August 16:00 Lamade Stadium |                                 |                                 |                                 |                                 |                       |  |  |                                    |                                    |
|  | C2 Japan                        | 0                               |                                 |                                 |                                 |                       |  |  |                                    |                                    |
|  | C2 Japan                        | 0                               | 29. August 12:00 Lamade Stadium |                                 |                                 |                       |  |  |                                    |                                    |
|  | D1 Mexiko                       | 6                               |                                 |                                 |                                 |                       |  |  |                                    |                                    |
|  | D1 Mexiko                       | 6                               | Mexiko                          | 4                               |                                 |                       |  |  |                                    |                                    |
|  |                                 |                                 | Mexiko                          | 4                               |                                 |                       |  |  |                                    |                                    |
|  |                                 | Asien-Pazifik                   | 9                               |                                 |                                 |                       |  |  |                                    |                                    |
|  | D2 Asien-Pazifik                | Asien-Pazifik                   | 9                               | 5                               |                                 |                       |  |  |                                    |                                    |
|  | D2 Asien-Pazifik                |                                 |                                 | 5                               |                                 |                       |  |  |                                    |                                    |
|  | C1 Karibik                      | 2                               |                                 | 30. August 15:00 Lamade Stadium | 30. August 15:00 Lamade Stadium |                       |  |  |                                    |                                    |
|  | 27. August 16:00 Lamade Stadium | 27. August 16:00 Lamade Stadium | Asien-Pazifik                   | 3                               |                                 |                       |  |  |                                    |                                    |
|  | 26. August 20:00 Lamade Stadium | 26. August 20:00 Lamade Stadium |                                 | West                            | 6                               |                       |  |  |                                    |                                    |
|  | A2 Mittelatlantik               | 1                               |                                 |                                 |                                 |                       |  |  |                                    |                                    |
|  | B1 Südwest                      | 4                               |                                 |                                 |                                 |                       |  |  |                                    |                                    |
|  | B1 Südwest                      | 4                               | Südwest                         | 2                               |                                 |                       |  |  |                                    |                                    |
|  |                                 |                                 | Südwest                         | 2                               | Trostspiel                      |                       |  |  |                                    |                                    |
|  |                                 | West (4)                        | 12                              |                                 |                                 |                       |  |  |                                    |                                    |
|  | B2 West                         | West (4)                        | 12                              | 11                              | Mexiko                          | 5                     |  |  |                                    |                                    |
|  | B2 West                         | 29. August 19:00 Lamade Stadium |                                 | 11                              | Mexiko                          | 5                     |  |  |                                    |                                    |
|  | A1 Südost                       | 10                              |                                 | Südwest                         | 4                               |                       |  |  |                                    |                                    |
|  | A1 Südost                       | 10                              |                                 |                                 | 4                               |                       |  |  |                                    |                                    |
|  | 27. August 20:00 Lamade Stadium | 27. August 20:00 Lamade Stadium |                                 |                                 |                                 |                       |  |  | 30. August 11:00 Volunteer Stadium | 30. August 11:00 Volunteer Stadium |

## Weblink
- Offizielle Webseite der Little League World Series 2009